# شهازهن بادامسيي
شهازهن بادامسيي هي عارضة وممثلة هندية، ولدت في 19 أكتوبر 1987 بباريس في فرنسا.

## وصلات خارجية
- شهازهن بادامسيي على موقع IMDb (الإنجليزية)
- شهازهن بادامسيي على موقع قاعدة بيانات الفيلم (الإنجليزية)